# Kenchanahalli, Heggadadevankote
Kenchanahalli là một làng thuộc tehsil Heggadadevankote, huyện Mysore, bang Karnataka, Ấn Độ.